# Ayahuasca

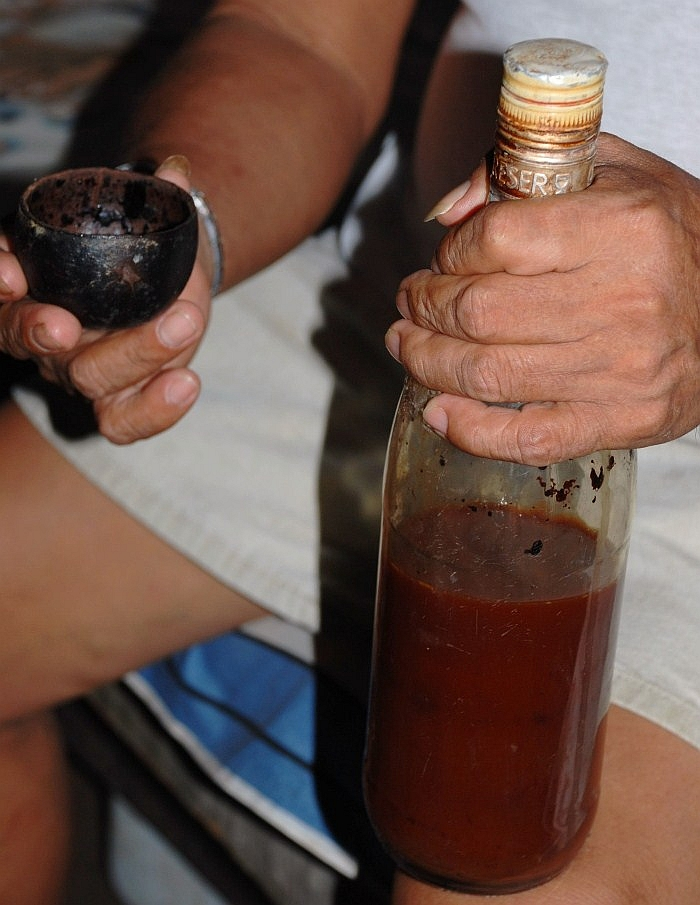
Garrafa contendo ayahuasca

Ayahuasca (do quíchua aya, que significa 'morto, defunto, espírito', e waska, 'cipó', podendo ser traduzido como "cipó do morto" ou "cipó do espírito"), também conhecida como hoasca, daime, iagê, santo-daime e vegetal, é uma bebida enteógena produzida a partir da combinação da videira Banisteriopsis caapi com várias plantas, em particular a Psychotria viridis e a Diplopterys cabrerana.
A produção e o consumo da bebida são difundidos no mundo todo, em especial nos países ocidentais. A ayahuasca é, frequentemente, associada a rituais de diferentes grupos sociais e religiões, além de fazer parte da medicina tradicional dos povos da Amazônia.

## Sinonímia

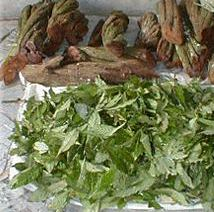
Os dois componentes da bebida

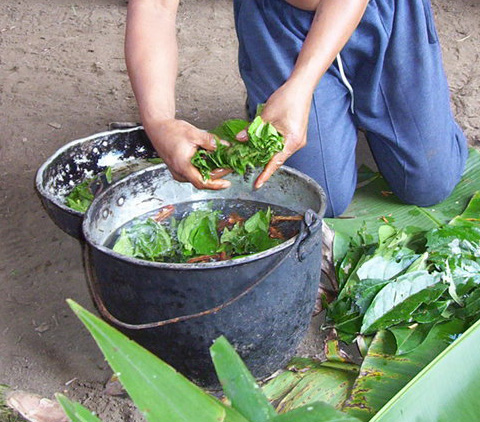
Ayahuasca sendo preparada na região de Iquitos, no Peru

O nome ayahuasca pode designar tanto a liana Banisteriopsis spp. quanto a bebida. Entre as traduções para esse nome, estão "cipó do homem morto" (aya significando "espírito, morto ou ancestral" e huasca significa "vinha ou corda"), "liana das almas", "cipó dos espíritos", "cipó da pequena morte", "vinho da alma". Os nomes além do significado literal referem-se a elementos de significação cultural, a exemplo de "professor dos professores", "planta professora", entre outros.
Na tabela a seguir, são descritos os diversos nomes atribuídos à bebida pelos grupos que a consomem:
| Grupo              | Cipó   | Folha    | Bebida                              |
| ------------------ | ------ | -------- | ----------------------------------- |
| Barquinha          | jagube | chacrona | Santo Daime, Daime, Luz, Santa Luz. |
| Cefluris           | jagube | rainha   | Santo Daime, Daime                  |
| Ciclu - Alto Santo | jagube | chacrona | Santo Daime, Daime                  |
| União do Vegetal   | mariri | chacrona | Vegetal, Hoasca                     |

### Nomes indígenas
- Proto-Nawiki[8]: *kaapi
- Proto-Bora-Muinane[9]: *bakko
- Camsá[10]: biaxíje

## História

### História do uso indígena
Era utilizada pelos incas ou, melhor, pelo complexo histórico cultural assim denominado. Segundo Darcy Ribeiro, apesar das diferenciações linguísticas e das variantes culturais e nacionais, o bloco inteiro deve ser encarado como uma só macro-etnia: a neo-incaica. Numa avaliação que fez em 1960, publicada no livro "As Américas e a civilização", encontrou-se uma população de 15,5 milhões de habitantes, na área montanhosa de 3 000 quilômetros de extensão que vai do Norte do Chile ao Sul da Colômbia, cobrindo os atuais territórios da Bolívia, Peru e Equador. Destes, 7,5 milhões são considerados indígenas, 3 milhões, brancos por autodefinição e 5 milhões de mestiços.
Os primeiros relatos do uso indígena de ayahuasca, no Ocidente, são dos missionários jesuítas Pablo Maroni em 1737 e Franz Xaver Veigl em 1768, que descreveram um cipó (liana) conhecido como ayahuasca, "usado para adivinhação, mistificação e enfeitiçamento", enquanto estiveram no Rio Napo. Estima-se entretanto que populações indígenas utilizem bebidas com estas plantas há aproximadamente cinco mil anos, oito mil anos ou pelo menos 3.500 anos.
A ayahuasca é utilizada tradicionalmente em países como Peru, Equador, Colômbia, Bolívia e Brasil e ainda por pelo menos 72 diferentes tribos indígenas da Amazônia. Há estimativas do início da sua utilização e dispersão entre as tribos ameríndias entre 1500 e 2000 a.C., estando, entre os principais estudos dessa datação, os realizados pelo etnógrafo equatoriano Plutarco Naranjo, que sumarizou a pouca informação disponível sobre a pré-história da ayahuasca a partir de evidências arqueológicas abundantes em vasos de cerâmica, estatuetas antropomórficas e outros artefatos.
Atualmente, já se observa um cuidado das autoridades sanitárias, governamentais, e das próprias etnias que fazem uso da bebida em reconhecê-la como patrimônio cultural e de padronizar sua utilização, como é o caso da UMIYAC - Unión de Médicos Yageceros de la Amazonía Colombiana, que reúne representantes das etnias: inga, cofán, siona, kamsá, coreguaje, tatuyo e carijona.

## Visão religiosa daayahuasca

### Contexto médico-científico
Antropólogos e adeptos religiosos frequentemente desaprovam o uso do termo "alucinógeno" para descrever a ayahuasca. Propõe-se o termo enteógeno (grego en- = dentro/interno, -theo- = deus/divindade, -genos = gerador), ou "gerador da divindade interna" uma vez que seu uso se dá em contextos ritualísticos específicos. Contudo, a categorização científica da ayahuasca, enquanto substância, sem levar em consideração qualquer contexto de uso, é de um "alucinógeno" ou "psicodélico". Para a farmacologia, do ponto de vista bioquímico, ele denota a substância como um alterador da percepção e da cognição que age sobre os receptores de serotonina, igual o LSD. Mas ressalta-se que, para compreender seus efeitos psíquicos ou subjetivos, não se pode ignorar as crenças e contexto social de uso.
A controvérsia "enteógeno × alucinógeno" ocorre devido à conotação negativa que este último termo adquiriu em seu uso nos meios sociais e nos meios de comunicação. O etnofarmacologista Dennis McKenna, tendo em vista essa controvérsia, considera tanto o termo alucinógeno quanto o termo enteógeno como inadequados para descrever a ayahuasca, e diz preferir o termo "remédio xamânico" (no original inglês "shamanic medicine").
Pesquisadores de medicina indígena, sistemas etnomédicos e adeptos religiosos consideram a possibilidade e/ou atribuem à substância propriedades curativas. Nas religiões tradicionais do Brasil e entre curandeiros "mestizos" da região andina, por exemplo, acredita-se que a ayahuasca é capaz de desintoxicar (purgar), reativar órgãos danificados e propiciar melhoras em quadros de dependência química, por exemplo. O Mestre Irineu, fundador do primeiro grupo neo-ayahuasqueiro, o Centro de Iluminação Cristã Luz Universal - Alto Santo, dizia que o seu daime podia curar todas as doenças, exceto aquelas que vieram por sentença divina. Entretanto, ele também dizia que "o Daime é para todos, mas nem todos são para o Daime", e proibiu o proselitismo da bebida para os seus seguidores.

### Indígenas
O mito fundador dos Kaxinawá mostra a ayahuasca como agente curativo e dissipador de ilusões.

### Religiões brasileiras "tradicionais"
O uso da ayahuasca se expandiu pela América do Sul e outras partes do mundo com o crescimento de movimentos religiosos organizados, sendo os mais significativos a União do Vegetal (1961), o Santo Daime (1930-1945, apesar de registrada somente em 1971) e a Barquinha (1945), além de dissidências destas e grupos (centros, núcleos ou igrejas) independentes que o consagram em seus rituais.

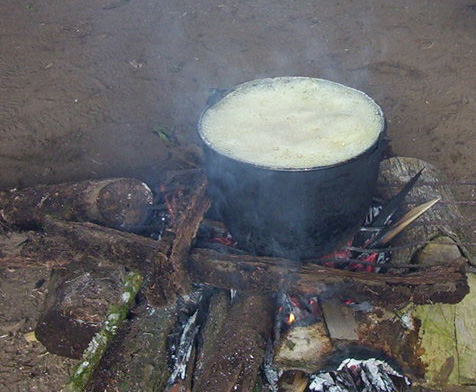
Ayahuasca sendo cozida na Região de Iquitos, no Peru

### Neo-ayahuasqueiros
Entre as comunidades ayahuasqueiras, os grupos e organizações religiosas de formação mais recente têm sido denominados como ecléticos ou neo-ayahuasqueiros. Ainda estão para ser realizados estudos mais aprofundados sobre a dimensão quantitativa, socioantropológica e jurídica dessa extensão, como proposto pelo Instituto do Patrimônio Histórico e Artístico Nacional. Segundo Labate os grupos neo-ayahuasqueiros formam uma interseção entre os que compõem o universo da "Nova Era" e suas matrizes (de inspiração nas religiões orientais, neoxamanismo e holismo) e o universo das religiões ayahuasqueiras tradicionais. Entre esses grupos, podemos citar: Centro espiritual Estrela de Salomão, Centro Espiritual Beneficente União do Vegetal Luz Paz e Amor (criada por Joaquim José de Andrade Neto; uma das inúmeras dissidências da Verdadeira UDV - União do Vegetal), Núcleo Espiritual Rosa de Luz, Centro de Desenvolvimento Integral Luz do Vegetal, Centro Terapêutico Caminho do Coração, Irmandade Beneficente Natureza Divina, Templo Mãe d'Água, Escola da Rainha - Reino do Sol, Centro de Cultura Cósmica Suprema Luz Paz e Amor (fundado pelo Mestre Francisco), Família Jarinu, Atlântida - Amor e Evolução (desenvolvida por Marcos Terra) em Brasília entre outros.

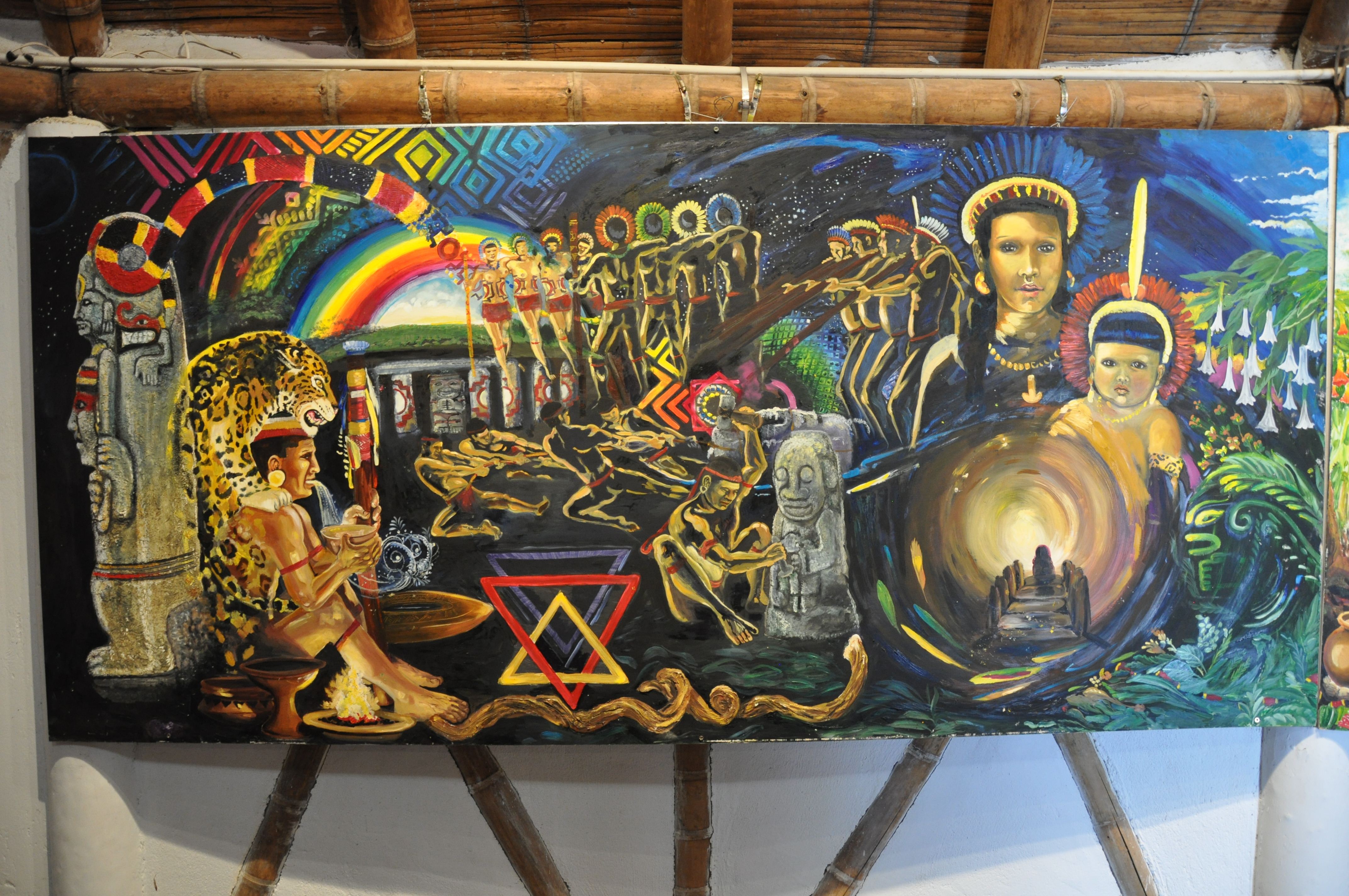
Pintura inspirada em estados de consciência induzidos pelo uso do chá, são retratados elementos das culturas amazônicas relacionados aos usos ritualísticos no consumo da ayahuasca.

A proibição do proselitismo é observada quase que universalmente entre os grupos neo-ayahuasqueiros. Há divergências, porém, na permissão ou condenação da venda das plantas que compõem o chá, ou do próprio chá, entre grupos organizados ou indivíduos a eles coligados, e também há divergências sobre a permissão da posse individual da bebida aos membros de grupos. Os grupos variam entre si largamente na frequência de uso, indo de quinzenal a diário ou quase diário, na potência da bebida e quantidade ingerida por sessão, no nível de preparo pessoal necessário, como na exigência ou não, nos dias mais próximos aos rituais, da dieta, que pode incluir abstinência sexual e/ou jejuns ou alimentação controlada.

## Legalidade
- Após 18 anos de estudos, o Conselho Nacional de Políticas Sobre Drogas[40] do Brasil retirou, em 23 de novembro de 2006, a ayahuasca da lista de drogas alucinógenas definitivamente. A ayahuasca já havia sido excluída desta lista em caráter provisório desde setembro de 1987.[41] Em 25 de janeiro de 2010, o Governo Brasileiro dispôs, através da Resolução n. 1 de 2010 do CONAD[42], a regulamentação de seu uso para fins religiosos, tendo vetado o plantio, o preparo e a ministração da bebida com o fim de auferir lucro, a prática do comércio, a exploração turística da bebida, o uso associado a substâncias psicoativas ilícitas, o uso fora de rituais religiosos, a atividade terapêutica privativa de profissão regulamentada por lei sem respaldo de pesquisas científicas, o curandeirismo, a propaganda, e outras práticas que possam colocar em risco a saúde física e mental dos indivíduos. O cadastramento das entidades que utilizam a ayahuasca é facultativo.[43][44]
- A Suprema Corte dos Estados Unidos decidiu (em 20 de fevereiro de 2006) que o governo estadunidense não pode impedir a filial da União do Vegetal no Estado do Novo México de utilizar o chá ayahuasca em seus rituais religiosos. O veredicto atesta que o grupo religioso está protegido pelo Religious Freedom Restoration Act, aprovado pelo congresso em 1993, e que foi peça jurídica fundamental no processo que legalizou o uso ritual do cacto peiote (cujo princípio ativo é a mescalina) pela Native American Church — congregação que reúne descendentes de algumas etnias indígenas norte-americanas.
- O Órgão Internacional de Controle de Entorpecentes (OICE), órgão de fiscalização independente e quase-judicial criado para monitorar a implementação das Convenções Internacionais das Nações Unidas (ONU) de controle de drogas, afirmou em 2001 através de um fax do seu Secretário enviado ao Ministro de Saúde Pública dos Países Baixos que as bebidas preparadas a partir das plantas que compõem a ayahuasca não são substâncias controladas nos termos da Convenção sobre Substâncias Psicotrópicas das Nações Unidas de 1971,[45] cuja autoridade jurídica o governo brasileiro reconhece no Decreto no. 154 de 26 de junho de 1991.[46] Em relatório anual de 2010, o OICE afirmou que há riscos para a saúde no uso abusivo da ayahuasca, e aconselhou os governos a adicionarem a bebida à lista de substâncias controladas em populações onde ocorra o uso fora de contextos tradicionais, como o uso recreativo ou a compra e venda da bebida e das plantas que a compõem.[47]
- O Instituto do Patrimônio Histórico e Artístico Nacional analisa transformar a ayahuasca em patrimônio imaterial da cultura brasileira, a pedido do então ministro Gilberto Gil e das religiões que comungam da bebida. No Peru, a bebida foi declarada patrimônio cultural da nação a partir de 2008.[48]

## Farmacologia

Estrutura da molécula de DMT

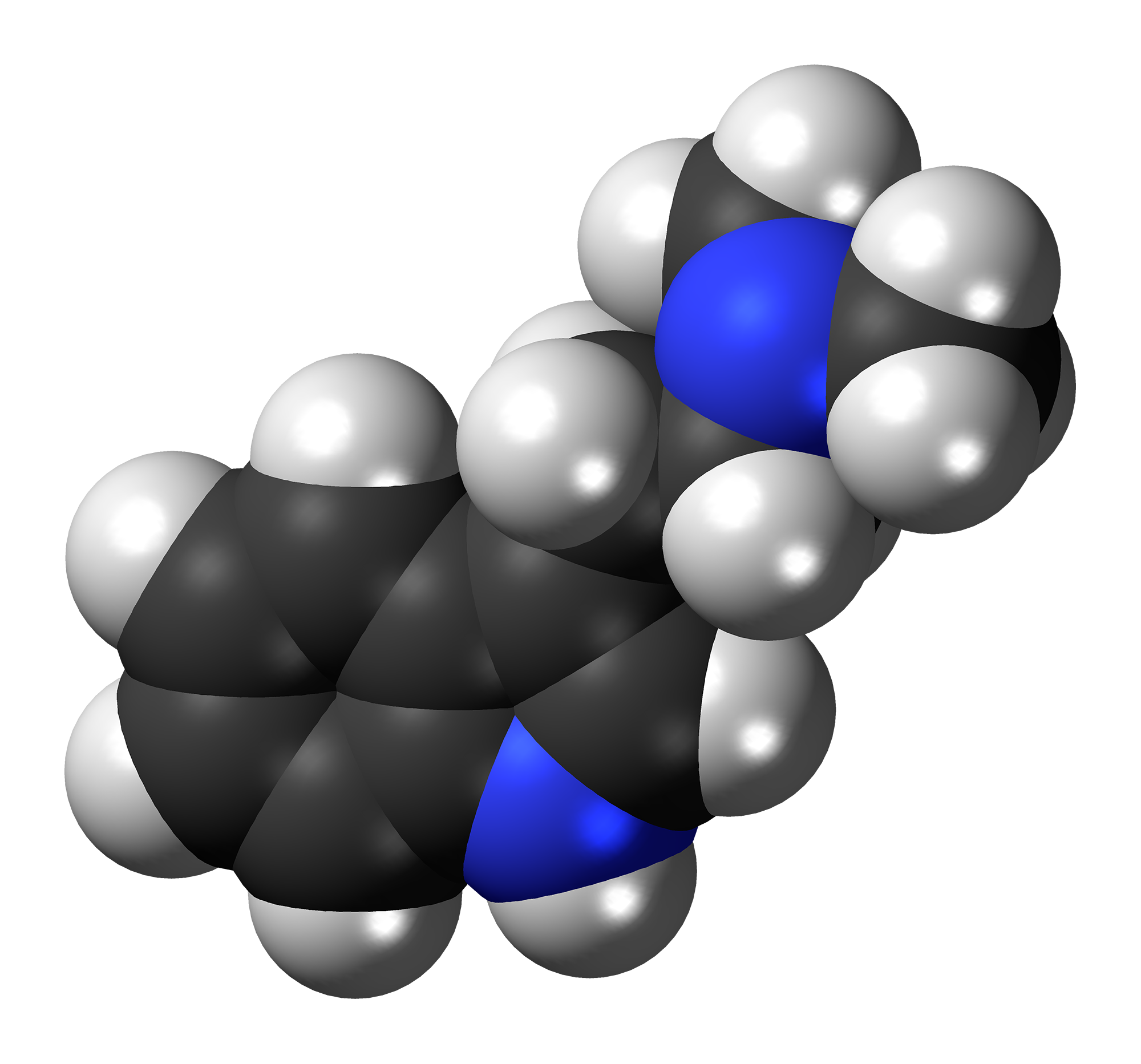
Molécula de DMT

Cientificamente, a propriedade psicoativa da ayahuasca se deve à presença, nas folhas da chacrona, de uma substância denominada N,N-dimetiltriptamina (DMT), produzido naturalmente (em doses menores) no organismo humano. O DMT é metabolizado pelo organismo por meio da enzima monoamina oxidase (MAO). O caapi possui alcaloides capazes de inibir os efeitos da MAO e, assim, evitar a oxidação da molécula de DMT, o que a tornaria inativa. Desse modo, o DMT fica ativo quando administrado por via oral, tendo sua ação prolongada.
Os harmanos são as betacarbolinas inibidoras de monoamina oxidase. A harmina e a harmalina têm preferência pela inibição da enzima MAO-A, e, em altas doses, podem passar a inibir a MAO-B, enquanto a tetraidroarmina (THH) é, além de um inibidor da monoamina oxidase, um inibidor da recaptação de serotonina de baixa intensidade, prolongando, assim, a meia-vida da molécula de DMT. Estes compostos permitem que as moléculas de DMT não sejam metabolizadas, e assim atravessem a mucosa do estômago e do intestino para que, então atravessando a barreira hematoencefálica, possam chegar aos seus receptores correspondentes no cérebro. Polimorfismos na enzima citocromo P450-2D6 podem afetar a capacidade de um indivíduo de metabolizar a harmina.
A ayahuasca provoca alucinações entópticas (fosfenos), originadas entre o nervo óptico e o córtex cerebral, que se encaixam em padrões geométricos previsíveis, como mandalas, podendo também lembrar formas do mundo natural, como flores. Isto ocorre porque o agonismo de receptores 5-HT2A abaixa a pressão ocular, naturalmente produzindo fosfenos. Ela também provoca alucinações eidéticas, as chamadas visões, originadas no hipocampo e no lobo temporal mesial, associadas à alta neuromodelação de acetilcolina. Sob o efeito da ayahuasca, um ambiente escuro e o repouso corporal potencializam alucinações eidéticas porque auxiliam as betacarbolinas (que são hipnóticos) na indução do estado hipnagógico, aquele estado transitório entre a vigília e o sono, no qual aumenta a atividade colinérgica.
Conforme a dose se eleva, há maior tendência de ocorrerem alucinações erráticas, estas definidas como alterações na percepção do espaço, principalmente do contorno e tamanho de formas, e da passagem do tempo. O caapi e a chacrona potencializam-se reciprocamente. As betacarbolinas, por seus efeitos hipnóticos, induzem ondas cerebrais que favorecem as alucinações eidéticas, produzidas em maior potencial pela DMT, e as ondas induzidas pela DMT favorecem as alucinações entópicas, produzidas em maior potencial pelas betacarbolinas. Estas alucinações são bastante fluídas: uma alucinação eidética pode formar-se gradualmente a partir de elementos de uma entópica, e pode facilmente esvair-se, transformar-se em outra.
A jurema funciona através de método análogo à ayahuasca. Ela contém N,N-DMT e Juremamina, a qual atua como inibidor de MAO.

## Formas de preparação

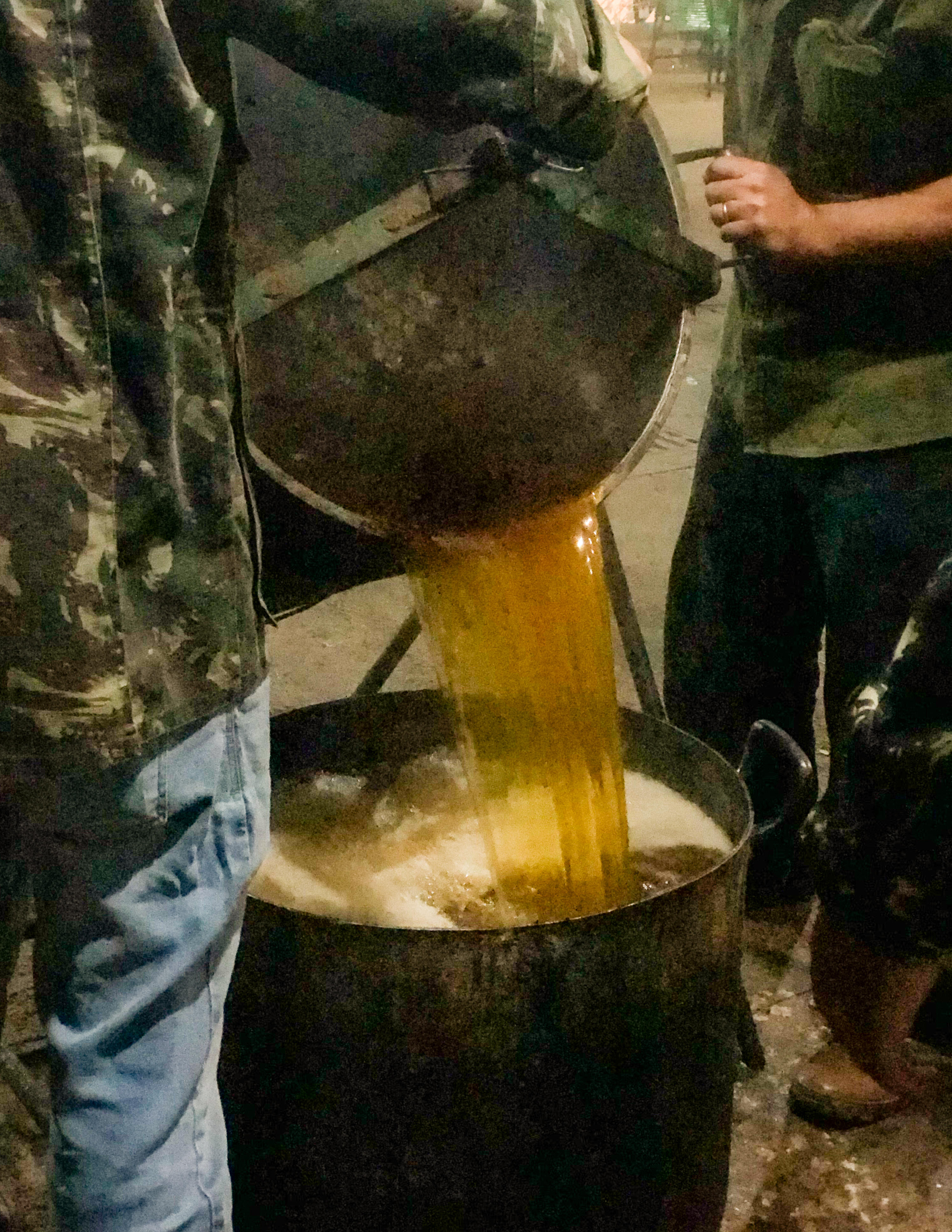
Preparação do chá ayahuasca

Segundo Strassman, e outros autores a ayahuasca é uma das várias infusões ou decocções psicoativas preparada a partir de Banisteriopsis spp. As bebidas resultantes são farmacologicamente complexas e utilizadas com propósitos etnomédicos distintos e xamânico-religiosos. Para Strassman (o.c.), é uma questão aberta se a hoasca deve ser considerada como uma infusão medicinal xamânica ou se deve ser considerada como uma medicina tradicional ao lado, por exemplo, da medicina ayurvédica ou tibetana. Etnobiólogos ocidentais, como Jonathan Ott, já registraram uma variedade de 200 a 300 plantas diferentes utilizadas no seu preparo.

Embora a ayahuasca seja produzida a partir do cipó Banisteriopsis caapi e das folhas do arbusto Psychotria viridis, em alguns grupos indígenas e neo-ayahuasqueiros, outras plantas psicoativas, junto a outras psiquicamente inativas, podem ser adicionadas à mistura. Em alguns contextos indígenas, por exemplo, pode ser adicionadas folhas de tabaco, coca ou guaraná; cactos como peiote ou São Pedro, a chaliponga (Diplopterys cabrerana), que além da N,N-DMT, contém 5-MeO-DMT, ou até mesmo a trombeta (Brugmansia suaveolens) conhecida pelos indígenas como Toé. O cipó exibe várias variedades: são conhecidas mais de 40, sendo as mais famosas a tucunacá e a caupuri. As variedades de cipó variam tanto em aspecto quanto na natureza dos seus efeitos cognitivos, e a sua proporção junto à folha varia conforme o contexto cultural. Os métodos para preparo, portanto, diferem muito em relação à ocasião ou a cultura local.

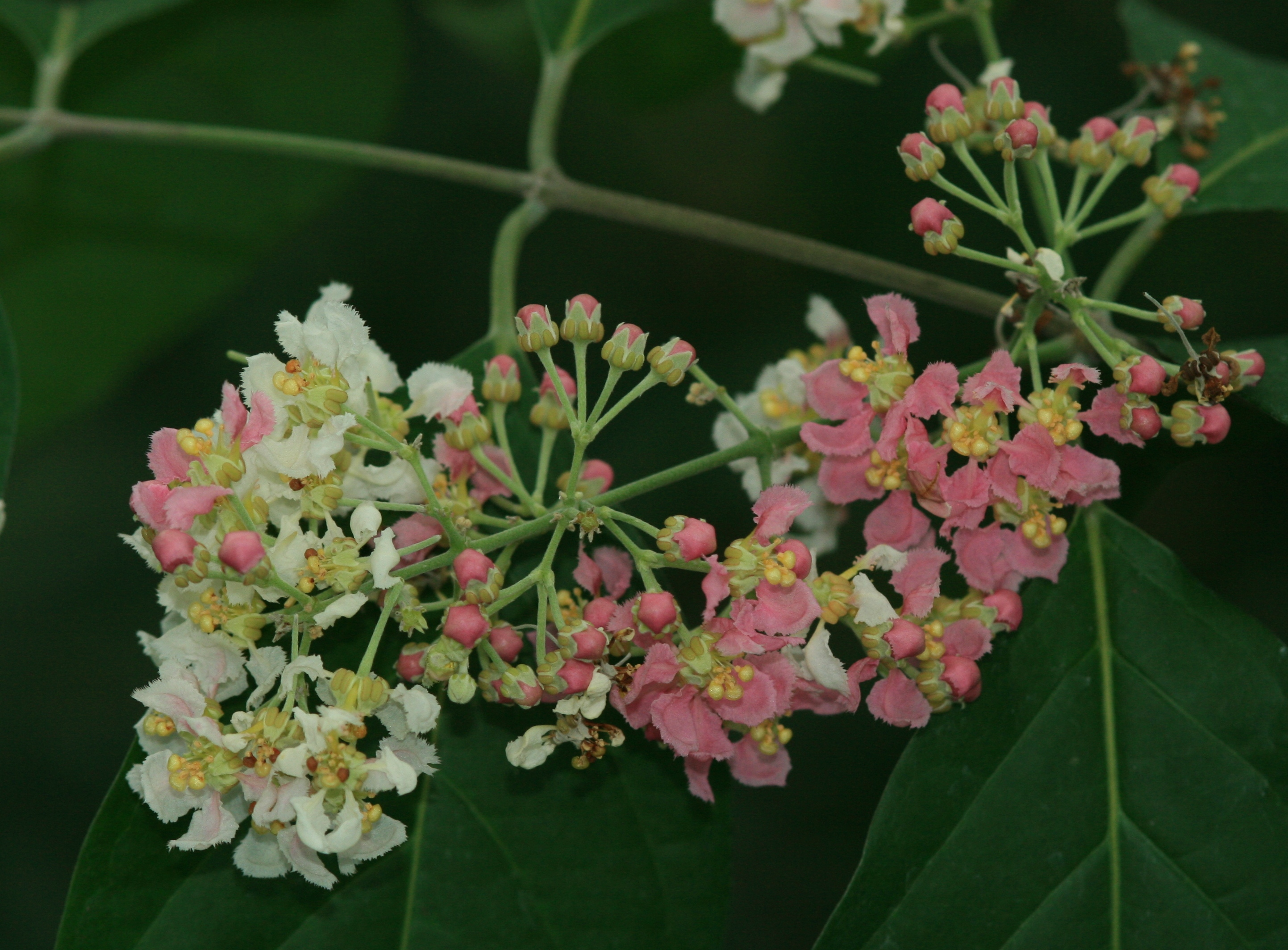
Mariri florando. Banisteriopsis caapi

A chacrona precisa do caapi para ser oralmente ativa, mas o caapi não precisa da chacrona, e exerce efeitos psicoativos por si próprio. A bebida preparada apenas a partir do cipó também é chamada de ayahuasca. Ela é utilizada deste modo em algumas culturas, como entre os Piaroa na Venezuela.
As proporções entre a dimetiltriptamina e as betacarbolinas variam largamente na bebida final. Embora o cipó apresente apenas traços de harmalina, com proporção de 1:200 entre harmina e harmalina, um estudo que realizou a cromatografia da bebida chegou a encontrar proporções de quase 2 para 1 para 1 para 1 entre, respectivamente, THH, DMT, harmalina e harmina, em bebida preparada na União do Vegetal. Bebidas coletadas de indígenas e outros centros exibem proporções como 1:32 ou 1:490 entre harmina e harmalina. O modo de preparo, portanto, é o que parece determinar a concentração dos componentes na bebida final. O momento da colheita das folhas de chacrona também é um fator determinante: a concentração de DMT nas folhas atinge o ápice durante o pôr-do-sol e começo da noite, decai à metade deste ápice até a meia-noite, atinge novamente altos níveis durante a madrugada e retorna a baixos níveis durante os trechos mais quentes do dia.

## Efeitos

### Efeitos fisiológicos
Durante a sua ação, a bebida provoca aumento do diâmetro pupilar, da frequência respiratória, da pressão arterial, tanto diastólica quanto sistólica; e aumenta drasticamente as respostas neuroendócrinas para prolactina,cortisol e hormônio do crescimento plasmático. Estas são ações típicas da N,N-DMT, ou de qualquer outro psicoativo que também atue sobre os receptores 5-HT, tal como a LSD ou a psilocina. Esta ação pode gerar sensações de queda de pressão, de súbito frio ou de calor, e ainda, tremores.
A ocorrência de náuseas, vômitos e diarreias pode estar associada à ação da bebida sobre o receptor 5-HT2. Outros efeitos específicos são o aumento da empatia, a diminuição da fome e um aumento na acuidade da visão noturna.
Devido à presença da harmina no caapi, a ayahuasca tem ação afrodisíaca, provocando um aumento do vigor e do desejo sexual em seus usuários. A N,N-DMT, presente na chacrona, também pode ter um papel nesta ação: estudos com 5-MeO-DMT apontaram efeitos de estimulante sexual quando agia sobre receptores 5-HT2 e de inibidor sexual quando agia sobre receptores 5-HT1. A ação inibitória desta triptamina foi potencializada com a elevação da sua dose.
A bebida altera a natureza dos sonhos, que podem alterar em conteúdo, modo de apresentação e intensidade, causando um aumento no realismo das sensações oníricas.
Podem ocorrer sensações de distorção das percepções normais de espaço-tempo. Em alguns casos, sob altas doses, podem ocorrer episódios de distorção sonora. Entretanto, por razões desconhecidas, não é normalmente relatado que os usuários escutem vozes, experiência comum quando ingeridas substâncias bem próximas à N,N-DMT presente na ayahuasca, como a 4-HO-DMT ou psilocina, presente nos cogumelos mágicos. Os cogumelos também se diferenciam da ayahuasca na natureza das visões, por induzirem ao riso e por alterarem a clareza dos pensamentos, características que também podem ocorrer sob altas doses de cannabis.
Os usuários de ayahuasca costumam relatar fenômenos parapsíquicos com seu uso, como a clarividência, devido a percepção de tempo alterada. Quando tomada em grupo, os usuários relatam experiências telepáticas. Por este motivo, o primeiro nome que foi dado à harmina, presente no caapi, foi Telepathine.
Ao contrário de outras triptaminas, como a LSD e os cogumelos mágicos, os efeitos da ayahuasca não diminuem em intensidade com o uso frequente ou diário: é possível passar meses a fio, ininterruptamente, sob o efeito da bebida. Após cessado o uso, podem acontecer flashbacks, isto é, alguns dos efeitos voltarem, muitas horas após terem cessado.

### Efeitos cognitivos
Segundo os relatos dos usuários, a Ayahuasca produz uma ampliação da percepção que faz com que se veja nitidamente a imaginação e acesse níveis psíquicos subconscientes e outras percepções da realidade, estando sempre consciente do que acontece — as chamadas mirações. Os adeptos consideram esse estado como supramental "desalucinado" e de "hiperlucidez" ou êxtase. O estado alterado pode se dar por visões interiores. Em doses baixas ou moderadas, o usuário consegue distinguir tais visões ou "mirações" pessoais do que vê externamente com seus olhos; em altas doses, estas visões podem se sobrepôr e se misturar ao que vê com olhos abertos, e a percepção de objetos externos também pode se alterar: é comum nestas doses, por exemplo, ver os dedos das mãos em forma diferente do real.
Segundo algumas linhas tradicionais de uso, a ingestão dessa bebida pode provocar a absorção ou contato com o "Espírito da Planta" ou com uma "Planta Professora". Usuários relatam, dentre outras sensações, ter os sentidos expandidos, os processos mentais e as emoções tornarem-se mais profundos. A experiência vivenciada é a de poder mover-se em muitas dimensões: "o voo da alma", uma sensação de partida do espírito do corpo físico, para partir rumo a viagens astrais. Nestas viagens, ocorre a exploração tanto de novos aspectos do mundo ordinário como de "mundos paralelos", que estariam além da percepção corrente. O usuário pode experienciar a sensação de ser colocado na situação de espectador externo de seus próprios atos, de tal modo que é chamado a um exame de consciência. Esta experiência pode ser bastante súbita e violenta, sendo chamada pelos adeptos religiosos de "apanhar","peia", "cacete","chicote", dentre outros termos.
A experiência pode em algum ponto revelar visões notáveis, insights, produzir catarses e conseqüentes experiências de renovação e de renascimento; visões arquetípicas, de animais, plantas e flores, mandalas, cidades, de espíritos elementais, de cenas que podem ser interpretadas como lembranças de vidas passadas, ou de divindades. É possível que a experiência induza a lembrança de memórias esquecidas ou muito recuadas no tempo, como aquelas da primeira infância. Entretanto, também é possível que produza visões de aspectos desagradáveis ou reprimidos do subconsciente, ou de entidades de aspecto perturbador, como demônios. Usuários acreditam que abre-se o portal para outras formas de realidade, do acesso ao inconsciente numa perspectiva psicanalítica e da criatividade do ponto de vista da neuropsicologia e da estética.

## Potencial terapêutico
No Brasil, o Conselho Nacional de Políticas Sobre Drogas (CONAD)
emitiu a Resolução n.1 de 2010 que determina que "Qualquer prática que implique utilização de Ayahuasca com fins estritamente terapêuticos, quer seja da substância exclusivamente, quer seja de sua associação com outras substâncias ou práticas terapêuticas, deve ser vedada, até que se comprove sua eficiência por meio de pesquisas científicas realizadas por centros de pesquisa vinculados a instituições acadêmicas, obedecendo às metodologias científicas. Desse modo, o reconhecimento da legitimidade do uso terapêutico da Ayahuasca somente se dará após a conclusão de pesquisas que a comprovem. Com fundamento nos relatos dos representantes das entidades usuárias, verificou-se que as curas e soluções de problemas pessoais devem ser compreendidas no mesmo contexto religioso das demais religiões: enquanto atos de fé, sem relação necessária de causa e efeito entre uso da Ayahuasca e cura ou soluções de problemas.".
Pesquisadores estão encontrando indicativos de que a ayahuasca talvez auxilie no tratamento do câncer, como também pode ter efeitos contrários aos agentes da malária e doença de Chagas, e auxiliar na reversão de quadros de alcoolismo e comportamento suicida, na recuperação de quadros de ansiedade fóbica, autismo, esquizofrenia, desordem de déficit de atenção por hiperatividade e demência senil.
Embora todos os grupos ofereçam auxílio aos dependentes químicos, existem grupos especificamente voltados para o uso da ayahuasca na superação da dependência química, como a Associação Beneficente Luz de Salomão. e a Associação Beneficente Caminho de Luz, fundada por José Muniz de Oliveira, Rio Branco/AC que acolhem dependentes químicos em tratamento que optaram pela ayahuasca ao invés dos medicamentos tradicionais, como antidepressivos ou a metadona, relatam que a bebida é mais eficaz por não provocar dependência e efeitos colaterais pesados, tal como fazem estes remédios. Apesar disso, ainda não existem estudos científicos que determinem de modo conclusivo a existência ou não de indução de tolerância, síndrome de abstinência ou desejo compulsivo advindos do consumo da ayahuasca, ou que ela não seja uma terapia de substituição.
Estudos indicam que o potencial de auxílio no tratamento da depressão e da dependência química se concentra na harmina, presente no caapi. Enquanto os antidepressivos (SSRIs) funcionam inibindo a recaptação de neurotransmissores, a ayahuasca funciona inibindo a destruição dos neurotransmissores por enzimas. Assim, teoricamente, é possível uma modalidade de tratamento que utilize uma bebida preparada apenas a partir do caapi, para aqueles pacientes que queiram se tratar sem participar das intensas experiências visionárias proporcionadas pela N,N-DMT, presente na chacrona. Extratos do B. caapi também apresentam um potencial terapêutico para mal de Parkinson e outras desordens neurodegenerativas.

## Riscos para a saúde
As autoridades jurídicas do Peru, considerando o uso tradicional, reconhecem a ayahuasca como parte da medicina tradicional amazónica e patrimônio cultural da nação, e reconhece virtudes terapêuticas na planta (mesmo sem evidências científicas), acreditando não apresentar riscos à saúde quando usada no contexto do tradicional e do sagrado. As autoridades jurídicas do Brasil, segundo o relatório do CONAD supracitado, compreendem que os riscos para a saúde ainda devem ser investigados pela ciência, e que as curas que possam ocorrer em rituais com a bebida não devem ser consideradas ou propagandeadas como resultado de seu uso, mas como resultados da fé, como nas curas que possam ocorrer no interior de outras religiões. Nos Estados Unidos, as autoridades jurídicas legalizaram a bebida baseados no princípio da liberdade religiosa, sem levar em conta estudos sobre riscos para a saúde ou o uso tradicional.
Alguns pesquisadores concluíram que o uso da ayahuasca é relativamente seguro, com riscos mínimos para a saúde. Representantes religiosos afirmam que o chá é "comprovadamente inofensivo à saúde". Na comunidade científica, entretanto, não há consenso formado sobre o assunto. As investigações são ainda preliminares, e ainda não existem estudos aprofundados, realizados em seres humanos, de vários aspectos básicos dos possíveis efeitos da ayahuasca sobre o organismo. Ademais, o modo de vida das populações urbanas é bastante distinto das populações tradicionais, bem como o modo de uso e de preparo da bebida, acrescentando novas variáveis a serem consideradas e pesquisadas na avaliação de riscos.

### Saúde física

#### Sistema digestivo
São comuns, após a ingestão da ayahuasca, relatos de vômitos, sudorese e diarreia em uma proporção não muito bem estabelecida, entre os que a experimentam, podendo resultar, segundo alguns pesquisadores, em quadros de desidratação e descompensação eletrolítica, de modo mais agravado em organismos sensíveis, como os de crianças. As razões pelas quais alguns indivíduos apresentam distúrbios eméticos e outros não, permanecem obscuras. Os grupos religiosos, entretanto, defendem que a bebida não é prejudicial à saúde digestiva, pois, em sua visão, os vômitos atuam como instrumento de purificação e limpeza das impurezas físicas e espirituais presentes no organismo. Sabe-se que diversas condições clínicas e digestivas podem eliciar o vômito. Observe-se que um dos nomes da bebida ayahuasca no Peru e outras regiões da América do Sul é "la purga"

#### Sistema cardiovascular
A ayahuasca altera parâmetros cardiovasculares, podendo trazer efeitos nocivos para pessoas com problemas cardíacos graves. Para pessoas em bom estado de saúde cardíaca, entretanto, a bebida não oferece riscos significativos imediatos comprovados. A imprensa brasileira relatou, por exemplo, o caso de um jovem que tinha Síndrome de Marfan, doença que provoca alterações cardiológicas e vasculares graves, que morreu após ter ingerido a bebida.
Ainda são necessários estudos para determinar se a ayahuasca pode causar valvopatia a longo prazo. Esta suspeita existe porque a N,N-DMT apresentou alta afinidade pelos receptores 5-HT2B em ensaios in vitro, com valores de 0,108µM e 0,184µM, e por existirem estudos demonstrando uma ligação de causa-efeito entre o uso frequente ou crônico de drogas serotoninérgicas com alta afinidade por receptores 5-HT2B e o desenvolvimento de valvopatia no organismo. Também é problemática a ativação de receptores 5-HT2A tanto pela N,N-DMT quanto pelas β-carbolinas presentes na bebida, visto que causa um aumento na pressão sanguínea via vasopressina.

#### Gestantes
No Brasil, o CONAD considerando a utilização secular da Ayahuasca, que não demonstrou efeitos danosos à saúde e tendo em vista a inexistência de suficientes evidências científicas em estudos específicos, decretou os termos da Resolução nº 05/04, quanto ao uso da Ayahuasca por menores de 18 (dezoito) anos deve permanecer como objeto de deliberação dos pais ou responsáveis, no adequado exercício do poder familiar (art. 1634 do CC); e quanto às grávidas, cabe a elas a responsabilidade pela medida de tal participação, atendendo, permanentemente, a preservação do desenvolvimento e da estruturação da personalidade do menor e do nascituro."
Não existem ainda estudos epidemiológicos sobre o uso da ayahuasca em populações gestantes e mulheres em idade fértil mostrando a presença ou ausência de defeitos congênitos, motivo pelo qual o psiquiatra Jaime Hallak recomenda que gestantes se abstenham da bebida até que existam estudos conclusivos; contudo, alguns pesquisadores supõem que o uso do chá por gestantes pode ser prejudicial ao feto em desenvolvimento, pois certas β-carbolinas possuem ação co-mutagênica, inclusive a harmina, que está presente na bebida.
Experimentos conduzidos em ratas grávidas, com doses de ayahuasca equivalentes e também acima das humanas, apontam a possibilidade de toxicidade ao feto, que varia conforme a dose e frequência do uso.
Em um estudo que estimou a dose letal da bebida como 50 vezes a dose típica cerimonial, a ingestão diária do chá, por gavagem, em doses de 4 e 8 vezes maiores do que aquela consumida quinzenalmente na União do Vegetal levou a óbito cerca de 33,3 e 40% das ratas grávidas tratadas, respectivamente, caracterizando toxicidade materna. O estudo reconheceu que em relação à exposição fetal in utero existe uma tendência à ação teratogênica em ratos, visto que houve aumento na frequência de malformações viscerais, além de embriofetotoxicidade. Porém, ele afirmou que este estudo deverá ser complementado com as análises esqueléticas para uma conclusão mais detalhada. O estudo concluiu que, embora o regime diário não representa a exposição normal no contexto religioso da União do Vegetal, que o uso abusivo da bebida pode representar um risco para a saúde humana, principalmente para gestantes, inclusive levando a morte. Os autores também concluíram que seus resultados revelaram uma baixa toxicidade oral aguda do chá, que o uso do chá na dose ritualística é seguro e que a administração de Ayahuasca não pode ser correlacionada com as lesões anatomopatológicas detectadas uma vez que não houve diferenças significativas entre os grupos.
Em um estudo de revisão que incluiu experimentos com animais e estudos com integrantes de grupos religiosos R. S. Gable, chegou a conclusão que decocção que contém DMT e e os alcalóides harmanos usados em cerimônias religiosas tem uma margem de segurança comparável à codeína, mescalina ou metadona, com um potencial de dependência de DMT oral e o risco de distúrbios psicológicos mínimos. Calculou também que a dose letal mediana de alcaloides harmanicos e da dimetiltriptamina (DMT) em humanos é provavelmente maior que 20 vezes a dose típica cerimonial.
Observe-se também que o reconhecimento do uso tradicional como parte da comprovação da eficácia e segurança de produtos naturais é possível em algumas legislações internacionais (Ex. Canadá, Comunidade Européia e México) e recomendado pela OMS desde a conferência de Alma Ata em 1978.

### Saúde mental
Não há estudos no uso tradicional em tribos indígenas e no uso religioso em grupos quase centenários no Brasil registrando uma relação de causa e efeito entre o uso da ayahuasca e o desenvolvimento de problemas psicológicos ou psiquiátricos. Alguns estudos realizaram pesquisas por instrumentos de escalas que resultaram em baixos escores em medidas de psicopatologia em adultos, baixas frequências de sintomas psiquiátricos e bom desempenho em testes neuropsicológicos apresentadas entre adolescentes usuários, embora não houve seleção randômica de casos nem cuidados para evitar viés de confirmação. Também consta na literatura científica referências a remissão de quadros psicopatológicos, e constatações de ausência de evidências de deterioração cognitiva ou da personalidade em usuários com 15 anos de uso.
Entretanto, pesquisadores apontam que todos os estudos desta natureza, existentes na revisão que realizaram, cometeram o erro metodológico de examinar somente membros veteranos de grupos religiosos que consomem a bebida, e que portanto, se mostraram tolerantes aos seus efeitos: não foram inclusos ex-membros que interromperam o uso por terem sentido consequências neuropsiquiátricas negativas. Estudos realizados em ratos apontam que a harmalina, presente na bebida, é neurotóxica e degenerativa a um conjunto específico de células cerebrais que regem a coordenação motora. Observe-se que esta mesma substância, que por si só tem efeitos psicoativos quando consumida em dose suficiente, está presente em outros vegetais comumente utilizados na dieta e medicina tradicional em concentrações menores, não suficientes para surtir tais efeitos, a exemplo das passifloras. e da aveia (Avena sativa) que também possui alcaloides indólicos tipo betacarbolina com um efeito sedativo fraco semelhante ao da Passiflora. Naturalmente novos estudos precisam ser realizados e as comparações devem ser realizadas com os devidos cuidados de equiparação de dose / equivalência para humanos e especificidade biológica das cobaias utilizadas, e mesmo os estudos em humanos estão sendo constantemente refeitos como pode ser visto pela quantidade de artigos realizados aqui citados.
BOUSO et al, 2012, em um estudo longitudinal de um ano com usuários de ayahuasca regulares (n = 127) e controles (n = 115) afirma não ter encontrado evidências de desajuste psicológico, saúde mental deterioração ou disfunção cognitiva no grupo que utilizava ayahuasca.
Em estudo realizado com desenho duplo-cego controlado com placebo, a ayahuasca, administrada de forma aguda para consumidores com larga experiência com a bebida, reduziu sinais relacionados ao pânico, diminuiu a desesperança e não alterou os sinais relacionados com a ansiedade. Entretanto, outros estudos apontam episódios de ansiedade e paranóia mesmo em ambientes controlados, e estudos dos efeitos da harmalina em ratos apontaram alterações na ansiedade, na reatividade emocional e no processo de tomada de decisão.

## Interações

### Interações com medicamentos e psicoativos
A ayahuasca contém em sua composição inibidores da monoamina oxidase (IMAOs) como a harmina, que resultam na maior parte de suas contraindicações. Tomar um IMAO em menos de cinco semanas após ter deixado de usar um SSRI, tal como o Prozac, pode levar ao coma e à morte. A ayahuasca é contraindicada, por este critério científico, para quem tenha doenças graves no fígado ou nos rins, dor de cabeça frequente ou severa, hipertensão descontrolada, doenças cardiovasculares e doenças cerebrovasculares, além de, obviamente, pessoas com histórico de problemas psiquiátricos, especialmente de surtos psicóticos. Também é contraindicado que a ayahuasca, por conter IMAO, seja combinada com mescalina (como peiote ou wachuma), 5-MeO-DMT, álcool, erva-de-são-joão, sal de lítio, kava, kratom, anfetaminas (como cafeína, ecstasy, e cocaína), opiáceos (como tramadol, codeína, morfina e heroína), barbitúricos, descongestionantes e remédios para problemas respiratórios, petidina, levodopa, dopamina, carbamazepina, dextrometorfano, alguns medicamentos anti-hipertensivos, aminas simpaticomiméticas tais como a efedrina e a pseudoefedrina, dentre outros compostos. Pelo menos 48 horas antes e depois da experiência, devem ser evitados camomila, erva mate, curcumina, cúrcuma, ginseng, funcho, noz-moscada, alcaçuz, dentre outras ervas.
Estudos apontam que os IMAOs presentes na ayahuasca são seguros se for ingerida tiramina anteriormente ao uso, sem que exista perigo de crises hipertensivas. Recomenda-se, entretanto, que alimentos contendo tiramina não sejam ingeridos 12h antes e 24h depois do uso.
Pessoas que estejam tomando antidepressivos de qualquer classe não devem tomar ayahuasca, e devem consultar um médico para saber quando poderão tomá-la, após interrompido o uso do medicamento. Talvez o maior perigo na interação de antidepressivos com ayahuasca seja a ocorrência de um quadro de síndrome serotoninérgica, ainda que num grau leve a moderado.
Pode haver interação também com anti-histamínicos: calmantes, como benzodiazepínicos, podem potencializar os efeitos sedativos, como também podem os anestésicos. Diuréticos potencializam as alterações na pressão sanguínea. A combinação com vasodilatadores resulta em risco de crises de pânico e desmaios.
Após o transporte da ayahuasca a contextos urbanos, ela passou a ser utilizada por alguns grupos junto a psicoativos desconhecidos em seu contexto tradicional, sendo mais frequente o uso da planta Cannabis sativa. Os impactos destas combinações sobre o organismo são pouco conhecidos, quando não completamente desconhecidos pelos estudos científicos; mas pesquisadores apontam que a interação entre a ayahuasca e a maconha apresenta maior riscos de produzir problemas cardíacos, surtos psicóticos, ataques de pânico e crises de ansiedade, do que quando estas substâncias são consumidas isoladamente.

## Ver também

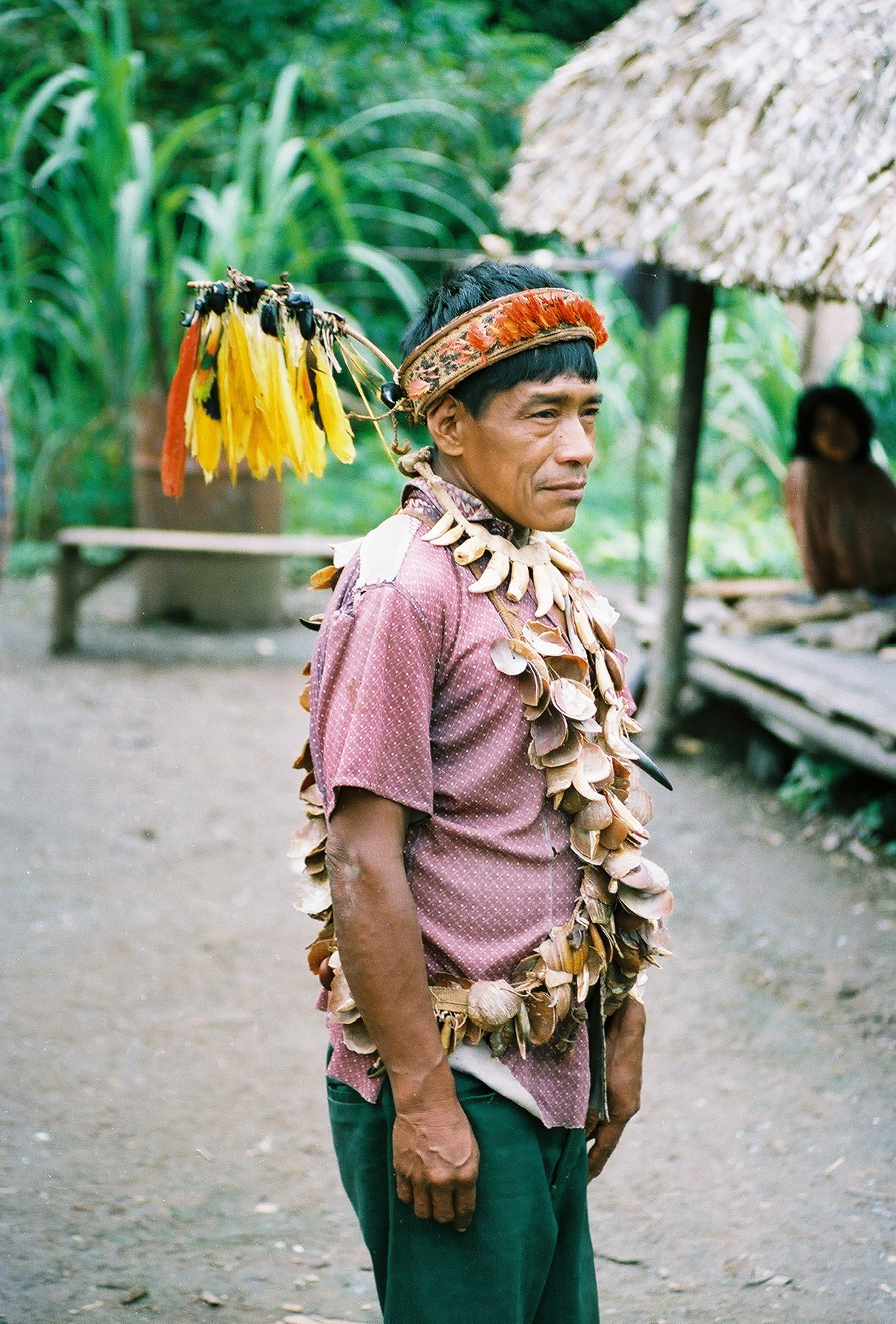
Xamã urarina em 1988

### Interações neurofisiológicas
Em alguns casos, a ingestão pode levar a sensação de medo e perda do controle, levando a reações de pânico. A hipótese sobre o desencadeamento de um quadro de ansiedade crônica ou síndrome do pânico vem sido discutida.
O consumo da bebida pode também desencadear quadros psicóticos em pessoas predispostas a essas doenças, ou desencadear novas crises em indivíduos portadores de doenças psiquiátricas tais como transtorno bipolar e esquizofrenia. Um estudo realizado ao longo de 5 anos com 951 usuários de 3 cidades brasileiras registrou 20 eventos psiquiátricos (2,1%) sendo que 7 eram reações psicóticas (0,73%). Observe-se que a incidência de psicoses na população brasileira situa-se em torno de 1% 
A ayahuasca é contraindicada para pessoas com transtorno bipolar (antes referida como psicose maníaco-depressiva). Os alcaloides inibidores de monoamina oxidase presentes na bebida, como a harmina e harmalina, têm efeito análogo a alguns antidepressivos, como a moclobemida (Aurorix). Importante observar que antidepressivos, sejam eles inibidores de monoamino oxidase, sejam inibidores seletivos de recaptação de serotonina ou ainda de outras classes, são associados a maior risco de episódios de mania nos casos de transtorno bipolar.